# A világ legszebb meséi
A világ legszebb meséi (eredeti cím: Animated Tales of the World) amerikai–brit–magyar televíziós animációs sorozat. Amerikában az HBO vetítette, Magyarországon az RTL Klub, az M1 és az M2 sugározta. 

## Epizódok
1. Az őrült király
2. A lányok, akiket elnyelt a föld
3. Tigris néne
4. Az aranyalmafa
5. A varázsecset
6. Szeretlek, mint ételben a sót
7. A fiú és a mágus
8. A holló, aki ellopta a Napot
9. A lófülű király
10. A jég birodalma
11. A tudás zöld embere
12. Aki meg akarta érinteni a Holdat
13. A fogságba esett madár
14. Fionn, az ír harcos
15. Az őrült király
16. A lányok, akiket elnyelt a föld
17. A koldus szerencséje
18. Tumur, a pásztorfiú
19. A varázsgyöngy
20. A pásztorlány és a kéményseprő
21. A bölcs teknősbéka
22. A vörös domb
23. Magányos gazdagság
24. Az ember, aki legyőzte a gépet
25. Persephone
26. Timoon és a narwhal
27. Az elvarázsolt oroszlán
28. Salamon király és a méhecske